# Mister Destiny
Mister Destiny (Destiny Turns on the Radio) è un film del 1995 diretto da Jack Baran e scritto da Robert Ramsey e Matthew Stone.

## Trama
Evaso dal carcere, Julian Goddard arriva a Las Vegas, in compagnia dell'enigmatico ed eccentrico Johnny Destiny, con lo scopo di ritrovare Lucille, la donna che lo ha lasciato mentre era in galera, e recuperare i soldi della rapina affidati al socio Harry. Arrivato al "Marilyn", uno strano motel in cui ogni stanza ha il nome di un film di Diva, il neo - scarcerato, con il formidabile aiuto di Johnny Destiny, riuscirà a riconquistare Lucille, la quale vive ormai con Tuerto (proprietario del Casinò "Galaxi") e a ritrovare il malloppo. Malloppo sottratto a Harry la notte del furto da uno strano individuo uscito dalla piscina Marilyn.

## Produzione
Il film è stato girato negli Stati Uniti d'America, precisamente a Las Vegas.

## Distribuzione
Il film è uscito nelle sale statunitensi il 28 aprile 1995, mentre in Italia è uscito al cinema il 25 agosto dello stesso anno. 